# A Chance Deception
A Chance Deception é um filme mudo de 1913, do gênero dramático em curta-metragem estadunidense, dirigido por D. W. Griffith e estrelado por Blanche Sweet.

## Elenco
- Blanche Sweet
- Charles Hill Mailes
- Harry Carey
- Mildred Manning
- John T. Dillon
- Lionel Barrymore
- Dorothy Bernard
- Christy Cabanne
- Adolph Lestina
- Wilfred Lucas
- Joseph McDermott